# Wikrowo (Srokowo)
Wikrowo (deutsch Wickerau) ist ein kleiner Ort in Polen in der Woiwodschaft Ermland-Masuren. Er gehört zum Schulzenamt (polnisch Sołectwo) Kosakowo (Marienthal), Gemeinde Srokowo (Drengfurth) im Powiat Kętrzyński (Kreis Rastenburg).

## Geographische Lage
Wikrowo liegt im Norden Polens, etwa zehn Kilometer südlich der Staatsgrenze zum russischen Oblast Kaliningrad im historischen Ostpreußen. Bis zur Kreisstadt Kętrzyn (deutsch Rastenburg) sind es 17 Kilometer in südlicher Richtung.

## Geschichte
Das heutige Wikrowo, vor 1908 Wückerau, wurde vermutlich 1403 durch Thomas Wickerau angelegt. Es bestand zu dieser Zeit aus zwei Rittergütern, die nach Kulmer Recht angelegt waren und dem Prussen Jorge Clugene gehörten. Im 18./19. Jahrhundert wurde ein Vorwerk errichtet. 1785 wurde Wückerau als adliges Gut mit sechs Feuerstellen erwähnt. und 1817 wurden in der Ortschaft elf Wohngebäude mit 94 Einwohnern gezählt.
Als 1874 der Amtsbezirk Baumgarten (polnisch Ogródki) im ostpreußischen Kreis Rastenburg entstand, wurde der Gutsbezirk Wückerau eingegliedert. 1905 zählte der Ort 83, 1910 bereits 100 Einwohner. Am 30. September 1928 gab Wickerau seine Eigenständigkeit auf und schloss sich mit den Gutsbezirken Baumgarten und Lenzkeim (polnisch Łęsk) zur neuen Landgemeinde Baumgarten zusammen.
1945, am Ende des Zweiten Weltkrieges, marschierte die Rote Armee in die Gegend ein. Als Folge des Krieges wurde Wickerau als „Wikrowo“ Teil der Volksrepublik Polen. Das Vorwerk wurde im Verlauf des Krieges zerstört. 1970 wurden in dem Dorf 90 Einwohner gezählt. 1973 wurde das Dorf Teil des Schulzenamtes Kosakowo in der Gemeinde Srokowo.
Heute ist Wikrowo nur noch ein „Przysiółek osady Kolkiejmy“ (ein „Weiler der Siedlung Kolkiejmy“) innerhalb der Gmina Srokowo.

## Kirche
Bis 1945 war Wickerau in die evangelische Kirche Barten in der Kirchenprovinz Ostpreußen der Kirche der Altpreußischen Union, außerdem in die katholische Kirche St. Katharina in Rastenburg  im damaligen Bistum Ermland eingepfarrt.
Heute gehört Wikrowo zur katholischen Pfarrei Barciany im jetzigen Erzbistum Ermland sowie zur evangelischen Gemeinde in Barciany, einer Filialgemeinde der Johanneskirche Kętrzyn in der Diözese Masuren der Evangelisch-Augsburgischen Kirche in Polen.

## Wirtschaft und Infrastruktur
Das Dorf Wikrowo liegt an einer von Srokowo kommenden Nebenstraße. Diese mündet wenige   Kilometer westlich in Barciany in die Woiwodschaftsstraße 591 (einstige deutsche Reichsstraße 141). Außerdem ist Wikrowo mit den Nachbarorten Kolkiejmy (Kollkeim), Jankowice (Jankenwalde) und Ogródki (Baumgarten) verbunden.
Der Ort verfügt über keinen eigenen Bahnanschluss. Der nächste Bahnhof befindet sich 17 Kilometer südlich in Kętrzyn, wo es Direktverbindungen nach Korsze (Korschen) und Białystok gibt. Bis 1945 war Wickerau selber Bahnstation und lag an der Bahnstrecke Barten–Nordenburg der Rastenburger Kleinbahnen. Die Strecke wurde nicht wieder aktiviert.
Der nächstgelegene internationale Flughafen ist der Flughafen Kaliningrad, der sich etwa 90 Kilometer nordwestlich auf russischem Hoheitsgebiet befindet. Der nächste internationale Flughafen auf polnischem Staatsgebiet ist der etwa 190 Kilometer westlich befindliche Lech-Wałęsa-Flughafen Danzig.

## Verweise